# Eufrasia
Eufrasia  è un nome proprio di persona italiano femminile.

## Varianti
- Femminili: Eufrasina[3]
- Maschili: Eufrasio[1][3], Eufrasino[3]

## Varianti in altre lingue
- Catalano: Eufrasia[4]
  - Maschili: Eufrasi[4]
- Francese: Euphrasie[5]
- Greco antico: Εὐφρασία (Euphrasia)[2][5]
- Inglese: Euphrasia
- Latino: Euphrasia[1][2]
  - Maschili: Euphrasius[1]
- Polacco: Eufrazja
- Spagnolo: Eufrasia[4]
  - Maschili: Eufrasio[4]

## Origine e diffusione
Deriva dal nome greco Ευπρασια (Euphrasia), da ευ (eu, "bene") e φρήν (phrḗn, "mente"), che vuol dire "allegria", "gioia", "letizia", "animo sereno"; il significato può essere interpretato come "gioiosa", "gaia" o "che rallegra", analogo a quello del nome Pausania. È quindi affine per semantica ad altri prenomi quali Gioia, Letizia e Leto. Il secondo elemento può anche derivare da φράσις (phrasis, "frase", "espressione"), quindi "di buona parola", "che parla bene". In alcuni casi, inoltre, la forma maschile può costituire un etnonimo latino riferito al fiume Eufrate.
Si tratta di un nome di matrice religiosa, la cui diffusione (comunque scarsa) è dovuta al culto di vari santi e sante così chiamati. Il nome è portato da un genere di piante, Euphrasia. Non va confuso con Euprassia, nome di origine differente.

## Onomastico
L'onomastico si può festeggiare in memoria di diverse figure, fra le quali:
- 14 gennaio, sant'Eufrasio vescovo di Clermont-Ferrand[7][8]
- 14 gennaio, sant'Eufrasio, vescovo e martire in Nord Africa sotto i Vandali ariani[8]
- 13 marzo, santa Eufrasia, martire a Nicomedia sotto Diocleziano[7][8]
- 13 marzo o 25 luglio, sant'Eufrasia, monaca in Egitto[8]
- 20 marzo, santa Eufrasia, vergine e martire ad Amiso sotto Diocleziano[8]
- 15 maggio, sant'Eufrasio, missionario in Spagna, martire ad Andújar[4][6][8]
- 18 maggio, santa Eufrasia, martire ad Ancira con Faina, Giulitta e altri compagni sotto Diocleziano[6][7][8]
- 24 luglio, santa Eufrasia, eremita in Tebaide[7]
- 29 agosto, santa Eufrasia del Sacro Cuore di Gesù, suora carmelitana[7][8]
- 12 ottobre, beato Eufrasio di Gesù Bambino, sacerdote carmelitano scalzo e martire a Cancienes (Corvera de Asturias)[7][8]

## Persone
- Eufrasia Burlamacchi, miniatrice italiana
- Eufrasia del Sacro Cuore di Gesù, religiosa indiana

### Varianti maschili
- Euphrase Kezilahabi, scrittore tanzaniano

## Il nome nelle arti
- Euphrasie è il nome di battesimo di Cosette, personaggio del romanzo I miserabili di Victor Hugo.